# Reprimarisierung
Unter Reprimarisierung (latein. re: wieder/zurück; prima → primär: zuerst) versteht man den Prozess einer erneut verstärkten Orientierung zur Gewinnung und zum Export von Gütern des Primären Sektors. Zudem wird eine ressourcenbasierte Wachstumsstrategie verfolgt. Die Reprimarisierung tritt als Maßnahme zur Steigerung der Konkurrenzfähigkeit auf dem Weltmarkt auf, da durch die weltweit erhöhte Nachfrage die Rohstoffpreise ebenfalls ansteigen. So ist in den entsprechenden Staaten eine deutliche Überlegenheit der Förderung der Güter des Primären Sektors gegenüber der Weiterverarbeitung dieser Waren im Sekundären Sektor festzustellen. Bei der Reprimarisierung fokussiert man sich also auf die Aufrechterhaltung, vor allem aber auf die intensivierte Förderung von Prozessen, die dem Primären Sektor untergeordnet sind.